# NGC 1088
NGC 1088 è una galassia lenticolare situata nella costellazione dell'Ariete, a una distanza di circa 336 milioni di anni luce dalla nostra Via Lattea.

## Scoperta
La galassia è stata scoperta il 25 ottobre 1786 dall'astronomo britannico di origine tedesca William Herschel.

## Descrizione
In base alle immagini riprese da Pan-STARRS, il database NASA/IPAC ritiene che NGC 1088 formi una coppia di galassie con la più piccola PGC 1503207, denominata anche NGC 1088 NED01, per la quale non ci sono molti dati disponibili.